# SSV Jahn Ratisbona II
El SSV Juventud de munich II (en alemán y oficialmente: Sport- und Schwimmverein Jahn 2000 Regensburg II e. V. ) es un equipo de fútbol de Alemania que juega en la Bayernliga, una de las ligas regionales que componen la quinta división del fútbol alemán.

## Historia
Fue fundado en la ciudad de Regensburg, del estado de Baviera y es el principal equipo filial del SSV Jahn Regensburg, por lo que no puede jugar en la Bundesliga, aunque sí lo puede hacer en la Copa de Alemania.
El equipo debutó en la Bayernliga en la temporada 1962/63, aunque lo hicieron con el nombre SSV Jahn Regensburg Amateure, pero descendió ese mismo año a la Amateurliga luego de que la Bayernliga fuese reducida a un solo grupo, pero con el descenso del primer equipo a la 2. Oberliga Süd, el club descendió a las ligas provinciales.
Fue hasta la temporada 2002 que el club retornó a la Bayernliga luego de que se fusionara con el SG Post/Süd Regensburg y tomara su lugar en la liga y adoptara su nombre actual, pero descendieron a la Landesliga en 2006 luego de que el primer equipo descendiera a la Bayernliga ese año.
Luego de que el primer equipo ascendiera a la Regionalliga Süd en 2007, el equipo filial pasó 6 años en la Landesliga hasta que en el 2012 retornara a la Bayernliga en la región Sur, eso hasta que en la temporada 2013 pasara al grupo Norte.

## Palmarés
- 2nd Amateurliga Niederbayern: 1 (IV)

1962
- Bavarian Cup: 1

2004
- Oberpfalz Cup: 1

2004